# Hardknox (álbum)
Hardknox es el nombre del primer y único álbum de estudio del dúo electrónico del mismo nombre, lanzado en 1999 a través de Jive Records. El rapero Schoolly D prestó su voz como invitado en el álbum.
«Fire Like This», el segundo tema del álbum, contiene un sample del solo de armónica de Big Walter Horton, tocado originalmente en «Walking By Myself» de Jimmy Rogers; «Psychopath», el noveno tema, tiene dos samples: «Charly» de The Prodigy y una demo llamada «Jungle Warfare» de Zero-G, esta última no encontrada en internet en su versión final.

## Listado de canciones
| N.º   | Título                                    | Duración |  |
| 1.    | «Coz I Can»                               | 5:04     |  |
| 2.    | «Fire Like This»                          | 4:38     |  |
| 3.    | «Come In Hard (Don't Like Rock 'N' Roll)» | 6:18     |  |
| 4.    | «Coming Back With a Sword»                | 7:21     |  |
| 5.    | «Just Me 'N You»                          | 6:10     |  |
| 6.    | «Attitude»                                | 4:50     |  |
| 7.    | «Who's Money»                             | 5:51     |  |
| 8.    | «Resistance Is Futile»                    | 5:31     |  |
| 9.    | «Psycopath»                               | 5:07     |  |
| 10.   | «Ain't Going Down»                        | 8:04     |  |
| 11.   | «Attitude (The Strongroom Mix)»           | 5:47     |  |
| 64:46 |                                           |          |  |

- Datos: Q112757334